# Березник (Шадреньгское сельское поселение)
Березник — деревня  в Вельском районе Архангельской области. Входит в состав Муниципального образования «Шадреньгское».

## География
Деревня расположена в южной части Архангельской области, в таёжной зоне, в пределах северной части Русской равнины, в 22 километрах на северо-запад от города Вельска по автомобильной дороге Вельск-Комсомольский, на левом берегу реки Вель притока Ваги. Ближайшие населённые пункты: на севере посёлок Шунема, являющийся административным центром муниципального образования.
Часовой пояс
Березник, как и вся Архангельская область, находится в часовой зоне МСК (московское время). Смещение применяемого времени относительно UTC составляет +3:00.

## Население
| 2002 | 2010 | 2012 | 2014 |
| ---- | ---- | ---- | ---- |
| 44   | ↗53  | ↗76  | ↘59  |

## История
Указана в «Списке населённых мест по сведениям 1859 года» в составе Вельского уезда (1-го стана) Вологодской губернии под номером «2213» как «Березинское». Насчитывала 18 дворов, 56 жителей мужского пола и 64 женского.
В материалах оценочно-статистического исследования земель Вельского уезда упомянуто, что в 1900 году в административном отношении деревня входила в состав Шадринского сельского общества Есютинской волости. На момент переписи в селении Березникъ находилось 34 хозяйства, в которых проживало 83 жителя мужского пола и 103 женского.

## Достопримечательности
- Жилой дом Кубенина Вениамина Ильича -   Объект культурного наследия № 2900000296№ 2900000296 Курная изба, двухэтажный крестьянский жилой дом постройки конца 18 века. Это единственная сохранившаяся постройка подобного типа на территории Вельского района. С 1985 года филиал Вельского районного краеведческого музея имени В.Ф.Кулакова, который организует экскурсии с целью ознакомления с планировкой и устройством крестьянских домов, топившихся по-черному, домашней утварью, укладом жизни крестьян.[9][10]

- Пожарная каланча -  Объект культурного наследия № 2900000324№ 2900000324 деревянная наблюдательная башня, сооруженная в конце 19 века. Была перевезённа из деревни Кишерма.

## Инфраструктура
В деревне расположена электрическая подстанция производственного отделения «Вельские электрические сети» ПС 35/10 № 220 Березник, питающая все населённые пункты муниципального образования «Шадреньгское». Введена в эксплуатацию в 1971 году, оснащена двумя трансформаторами 1,0 МВА.